# Чжужун (марсоход)

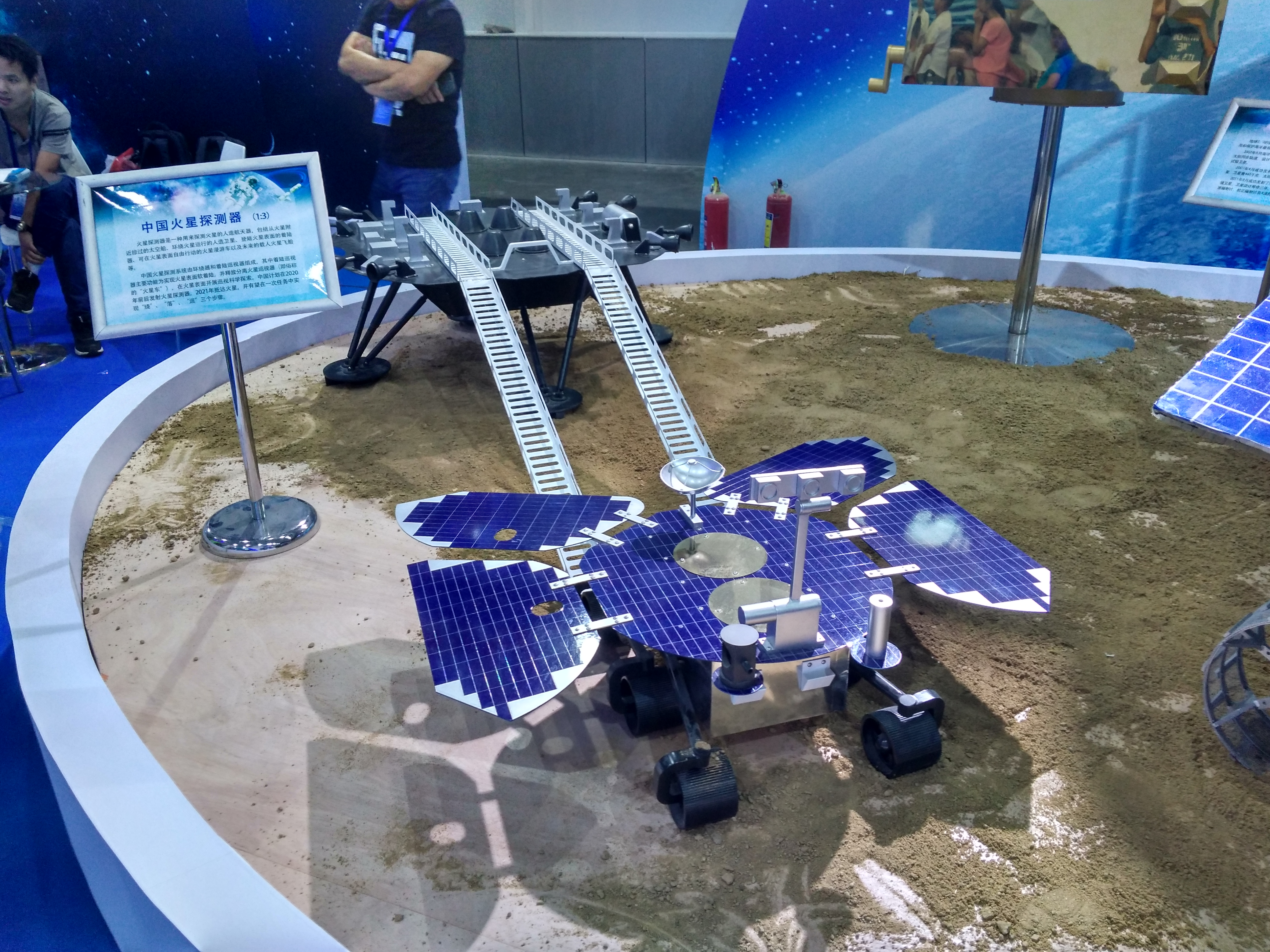
Модель марсохода Чжужун в масштабе 1:3 (Qingdao World Expo, 2018).

«Чжужун» (кит. 祝融, пиньинь Zhùróng, палл. Чжужу́н) — первый марсоход Китая. Назван по имени китайского бога огня.
14 мая 2021 года «Чжужун» совершил мягкую посадку на Равнине Утопия в составе станции «Тяньвэнь-1». Изначально он был рассчитан на работу в течение 90 солов. К 15 августа 2021 года «Чжужун» успешно выполнил основную научную программу, рассчитанную на 90 солов, и с тех пор продолжал работать вплоть до 20 мая 2022.

## Научные приборы

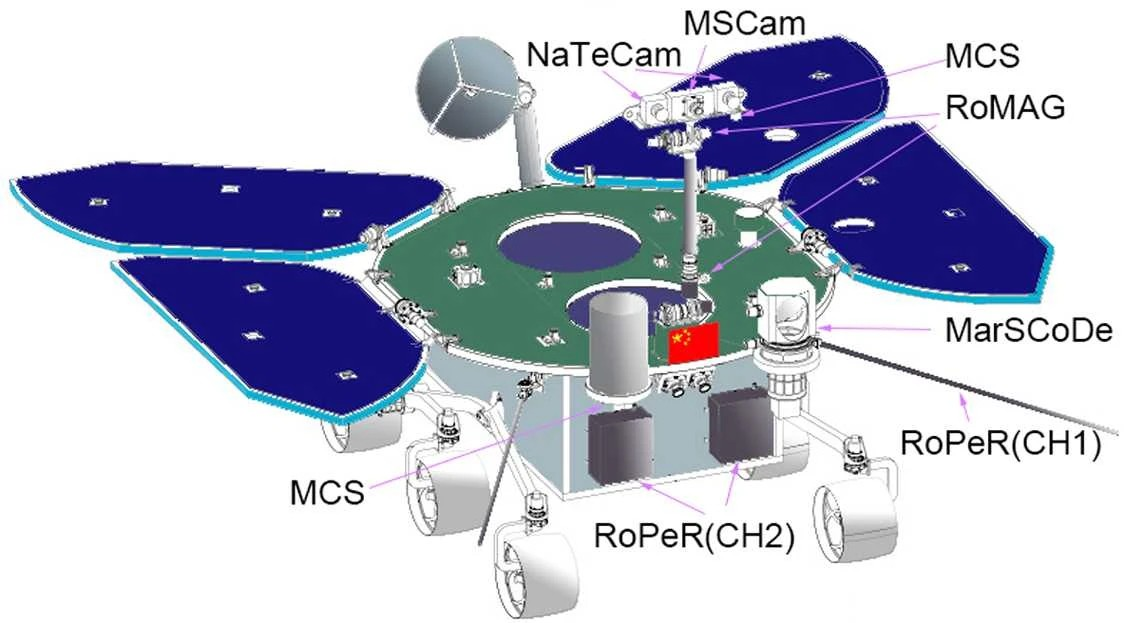
Научные приборы марсохода «Чжужун»

Марсоход несёт на себе 6 научных приборов:
- Георадар для исследования на глубину до 100 м под поверхностью Марса[3]
- Детектор магнитного поля на поверхности
- Метеокомплекс для измерения температуры, давления, скорости и направления ветра, а также записи звуков.
- Детектор поверхностных соединений Марса
- Мультиспектральную камеру
- Навигационную и топографическую камеру.

## Запуск и посадка

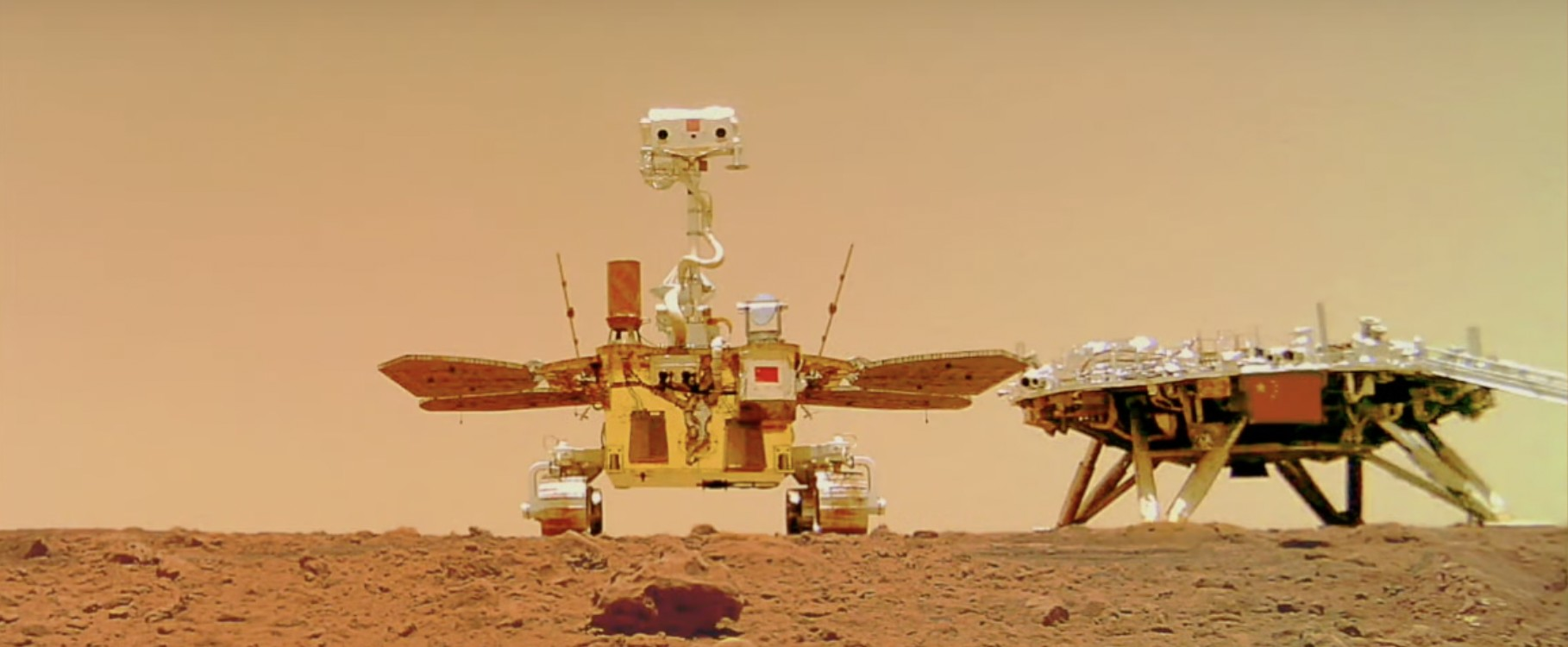
"Селфи" аппарата на Марсе, сделанное с помощью выдвижной беспроводной камеры

Запущен с АМС Тяньвэнь-1 23 июля 2020 года. В её составе достиг Марса 10 февраля 2021 года.
14 мая 2021 года «Чжужун» совершил мягкую посадку на равнине Утопия, в точке 25°03′58″ с. ш. 109°55′34″ в. д. / 25,066° с. ш. 109,926° в. д., и приступил к работе, став первым неамериканским марсоходом, работавшим на поверхности Марса (предыдущий, советский ПрОП-М, совершил мягкую посадку полувеком ранее, 2 декабря 1971 года, но сигнала с него получено не было). В Северном полушарии Марса в это время начиналось лето.

## Работа на поверхности Марса
19 мая 2021 года «Чжужун» прислал первые снимки с красной планеты. На них видны элементы ровера, стоящего на посадочной платформе, а также ближайшие окрестности Марса, покрытые песком и мелкими камнями. Визуальный осмотр попавшего в кадр оборудования подтверждает, что солнечные панели и антенна марсохода раскрылись успешно.
На 21 октября 2021 года марсоход продолжал действовать, превысив запланированный срок работы и удаляясь от посадочной станции в южном направлении, проделав к 1 января 2022 года путь более 1400 метров.
К 7 мая 2022 года Чжужун проработал 349 солов, пройдя около 1921 метра и передав 940 Гб разнообразных научных данных. Первое марсианское лето его работы, продлившееся земной год, закончилось, и в преддверии наступающей зимы он перешел в спящий режим. Температура на месте его работы в это время составляла −20 °C, зимой же она опускается до −100 °C. 
Планировалось, что после зимовки марсоход возобновит работу. Изначально ожидалось, что это произойдет в декабре 2022 года, однако по состоянию на конец февраля 2023 года марсоход так и не вышел из спящего режима. 25 апреля 2023 года китайские ученые сообщили подробности о состоянии марсохода «Чжужун»: он не может очнуться после зимней спячки из-за слишком сильного запыления солнечных батарей и не имеет достаточно энергии, чтобы сдвинуться с места.